# Jaël Malli
 (mars 2016).
Si vous disposez d'ouvrages ou d'articles de référence ou si vous connaissez des sites web de qualité traitant du thème abordé ici, merci de compléter l'article en donnant les références utiles à sa vérifiabilité et en les liant à la section « Notes et références ».
Jaël Malli, née Rahel Krebs à Berne le 19 août 1979, est une chanteuse suisse. Elle a été régulièrement numéro 1 des ventes en Suisse avec son groupe Lunik, actif de 1998 à 2013. Elle est désormais chanteuse solo sous le nom de Jaël.

## Biographie
Chanteuse du groupe Lunik de 1998 à 2013, Jaël collabore à de nombreux projets en parallèle. En 2003, elle pose sa voix sur le titre After All de Delerium et sur Always On My Mind de DJ Tatana. En 2004, elle participe à l'album Tales Of The Wind de Mich Gerber sur les deux titres You Remain et Stop Crying. Puis, parallèlement à Lunik, elle fonde avec Luk Zimmermann, autre membre de Lunik, un duo appelé MiNa, qui produira deux albums (Playground Princess en 2007 et Live And B-Side U en 2008). Elle collabore une nouvelle fois avec Delerium en 2006 sur l'album Nuages Du Monde, puis pose sa voix en 2008 sur le titre Tired de Schiller et sur The House de Gus MacGregor en 2009.
Après la cessation d'activité du groupe Lunik en 2013, Jaël sort son premier album solo le 23 octobre 2015. S'ensuit en album acoustique Acoustic en 2016 puis la sortie d'un album live retraçant le concert qu'elle a donné le 9 juin 2017 avec l'orchestre symphonique de Klaipėda en Lituanie, Orkestra.
Le 7 juillet 2018, Jaël est l'invitée prestigieuse du Montreux Jazz Festival où elle donne un concert dans la nouvelle salle du Montreux Jazz Club.
Depuis le 31 décembre 2017, Jaël est l'heureuse maman d'un garçon nommé Eliah.
Le 27 septembre 2019, Jaël a sorti l'album studio Nothing to hide qui contient notamment la chanson Done with fake, illustrée par un magnifique clip de Luki Frieden, qui parle de se débarrasser de tous les artifices et de se présenter comme on est.
Le 1er janvier 2021, Jaël sort l'album Sinfonia, un album de 13 titres dont 3 inédits, enregistré à Berne avec un orchestre symphonique. Un mélange de chansons issues de ses différentes collaborations (Schiller, Delerium, Lunik, ...) et de ses albums en solo, dont la chanson inédite It's time peut compter sur un arrangement musical signé Anita Kerr, et un duo No Matter What avec la chanteuse Alizé Oswald du groupe Aliose.

## Discographie

### Albums en solo
- 2015 : Shuffle the Cards
- 2016 : Acoustic
- 2017 : Orkestra (live)
- 2019 : Nothing to Hide
- 2021 : Sinfonia
- 2023 : Midlife

### Albums avec son groupe Lunik
- 1999 : Rumour
- 2001 : Ahead
- 2003 : Weather
- 2004 : Life is on our side
- 2006 : Preparing to leave
- 2008 : Lonely Letters
- 2010 : Small lights in the dark
- 2012 : What is next
- 2013 : Encore

### Singles
- 1999 : Rumour (Lunik)
- 1999 : Otherside (Lunik)
- 2001 : Static (Lunik)
- 2001 : Waiting (Lunik)
- 2002 : Mastermind (Lunik)
- 2003 : The Most Beautiful Song (Lunik)
- 2003 : Through Your Eyes (Lunik)
- 2003 : Weather (Lunik)
- 2003 : After All (Delerium feat. Jaël)
- 2004 : Always on My Mind (DJ Tatana feat. Jaël)
- 2007 : Little Bit (Lunik)
- 2007 : Life Is All Around You (Lunik)
- 2007 : Preparing to Leave (Lunik)
- 2007 : Lost and Found (Delerium feat. Jaël)
- 2007 : Complete (MiNa)
- 2008 : Living in Between (MiNa feat. Pål Angelskår)
- 2008 : What It Means To You (MiNa)
- 2008 : Tired (Schiller feat. Jaël)
- 2008 : People Hurt People (Lunik)
- 2008 : How Could I Tell You (Lunik)
- 2008 : Comment te dire (Lunik feat. Carlos Leal)
- 2009 : Meet Me in the Rosegarden (Gus MacGregor feat. Jaël)
- 2010 : See Yourself (Gus MacGregor feat. Jaël)
- 2010 : The House (Gus MacGregor feat. Jaël)
- 2010 : What Is Next (Lunik)
- 2011 : Little Fly in a Spiderweb (Lunik)
- 2012 : Light Your Light (Delerium feat. Jaël)
- 2013 : Rainy Day (Lunik)
- 2014 : Ensemble (Migros-Ensemble)
- 2015 : Easy Life (Tobtok Remix) (Jaël feat. James Walsh)
- 2015 : In Love Again
- 2015 : Shuffle the Cards
- 2016 : Opposite
- 2019 : Waiting for a Sign
- 2019 : Done with Fake
- 2019 : Greatest Win
- 2019 : Never Feel Alone Again
- 2020 : Reminded for Life
- 2020 : No Matter What (avec Alizé Oswald d'Aliose)
- 2022 : Perfect to Me
- 2022 : Untouched by Gray & Rain
- 2022 : Drama